# Грант Ґуґґенгайма
Грант Ґуґґенгайма, або стипендія Ґуґґенгайма, (англ. Guggenheim Fellowship) — грошовий грант, що надає постійним мешканцям Сполучених Штатів, Канади, відомим діячам Латинської Америки та карибських країн Меморіальний фонд Джона Саймона Ґуґґенгайма (США).
Фонд заснували 1922 року в пам'ять передчасно померлого сина Джона Саймона Ґуґґенгайма його батьки — політик і бізнесмен Саймон Ґуґґенгайм та його дружина Ольга Гірш. Грант почали надавати щорічно з 1925 року.
Фонд не має ніякого відношення до музею з такою ж назвою чи до премії Ґуґґенгайма, котру надає Смітсоновський інститут (Guggenheim Fellowship, Smithsonian Institution). Це різні заклади.
Претендент на грант має виявити винятково яскраві творчі здібності в галузі якогось мистецтва. Розглядаються дві номінації -
- для постійних мешканців США та Канади (кандидати з Канади отримали право на гранти з 1940 року)
- для постійних мешканців Латинської Америки та карибських країн.

У переліку претендентів нема музикантів-виконавців, хоча є композитори, хореографи, режисери. Ґрант Ґуґґенгайма не надають також талановитим студентам, а лише митцям та науковцям в середині їхньої кар'єри, що вже уславились і мають власні роботи, визнані в країні (у літераторів — це вже друковані твори, у художників — картини, фрески, графічні цикли). Кандидати подають власні резюме та портфоліо, які перевіряють на добропорядність інформації. Меморіальний Фонд Джона Саймона Ґуґґенгайма (США) щорічно розглядає до 4000 заяв. Грошова сума міняється за розмірами, так, 2008 року для номінантів зі США та Канади сума дорівнювала 43 200 доларів США. За новими настановами Фонду номінант може отримати грошову суму лише один раз і використати її як йому зручно, аби мати можливість забезпечено працювати у власній галузі. Кількість виданих грантів теж коливається і становить на один рік приблизно 200. Серед номінантів чимало всесвітньо відомих науковців і згодом Нобелівських лауреатів, відомих у Сполучених Штатах чи Латинській Америці діячів мистецтва. Серед них:
- Хімік Лайнус Полінг (англ. Linus Pauling)
- Художник-графік Леопольдо Мендес (ісп. Leopoldo Méndez)
- Фізик Френк Оппенгеймер (англ. Frank Oppenheimer)
- Фізик Герта Спонер (нім. Hertha Sponer)
- Композитор Себастьян Кар'єр[en] (англ. Sebastian Currier)
- Філософ-анархіст Максиміліан Нахт
- Музикознавець Крейґ Мілтон Райт (англ. Craig M. Wright)
- американська скульпторка Енн Труітт (англ. Anne Truitt)